# Ulopeza crocifrontalis
Ulopeza crocifrontalis là một loài bướm đêm trong họ Crambidae.